# Neorhipidionina
Neorhipidionina es un género de foraminífero bentónico de la familia Soritidae, de la superfamilia Soritoidea, del suborden Miliolina y del orden Miliolida. Su especie tipo era Rhipidionina williamsoni. Su rango cronoestratigráfico abarcaba el Luteciense superior (Eoceno medio).

## Clasificación
Neorhipidionina incluye a las siguientes especies:
- Neorhipidionina spiralis †
- Neorhipidionina williamsoni †